# Ticuna

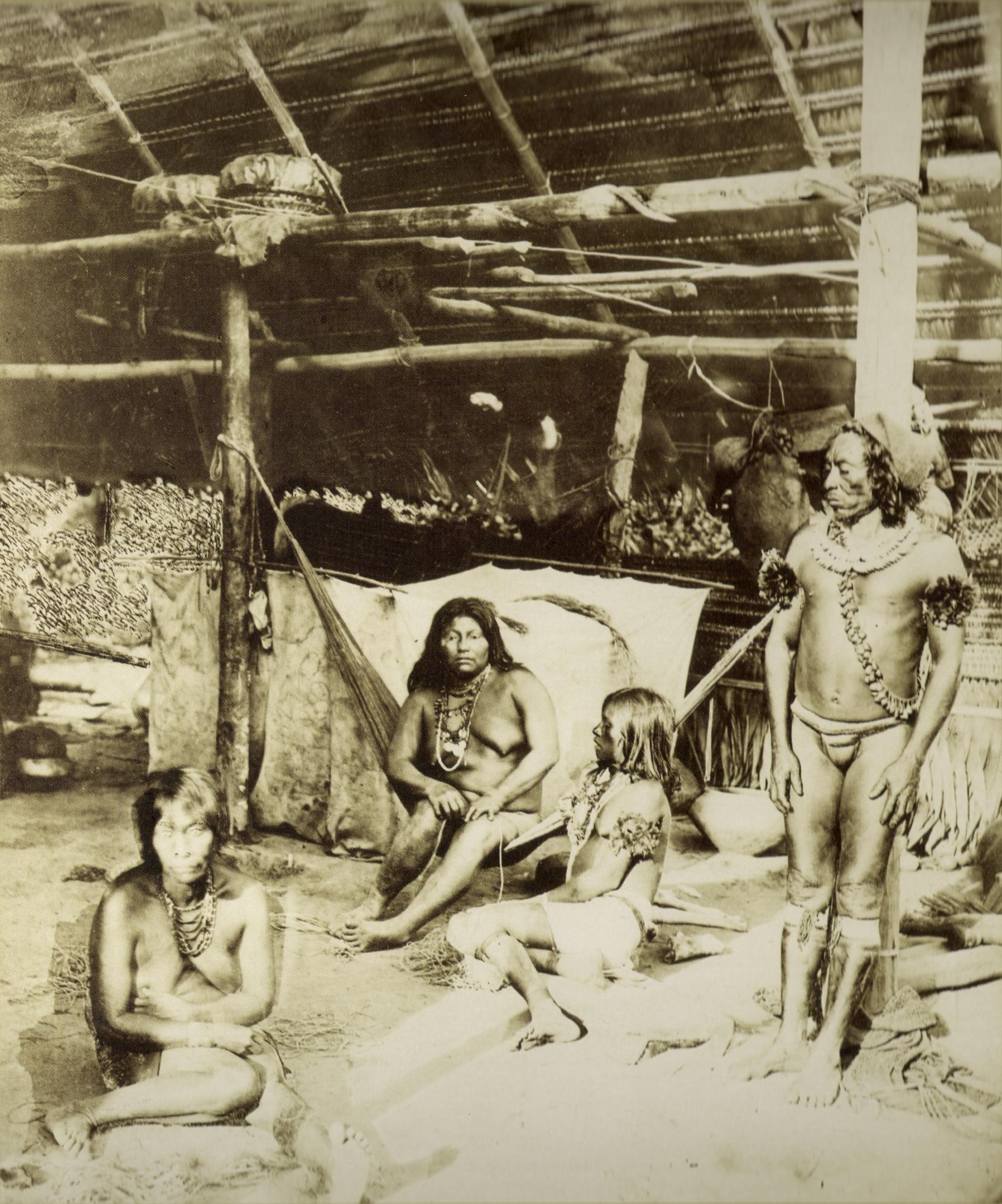
Ticuna

Le ticuna est une langue amérindienne parlée par environ 41 000 Américains du nord du Brésil (en amont de Manaus), au Pérou, et en Colombie (région de Leticia).
C'est la langue maternelle du peuple Ticuna (parfois connu sous les noms Magta, Tikuna, Tucuna, Tukna, et Tukuna).
Le ticuna est actuellement classé comme isolat.

## Ethnographie
"Les Tikuna constituent l'un des groupes les plus importants d'Indiens d'Amazonie. Ils se répartissent aujourd'hui de part et d'autre des frontières du Brésil (46045 en 2010), du Pérou (6982 en 2007) et de la Colombie (8000 en 2011), soit plus de 60 000 personnes qui partagent une langue tonale (5 tons) composée de trois dialectes. Ils vivent dans leur grande majorité sur les rives du fleuve Amazone où ils pratiquent l'horticulture sur brûlis et la pêche, la chasse continuant à être privilégiée par les quelques milliers d'entre eux vivant dans l'interfluve." (Jean-Pierre Goulard).

## Écriture
| a | b | c | ch | d | e | g | i | m | n | ng | ñ | o | p | qu | r | t | u | ü | w | x | y |

Les voyelles nasales sont indiquées à l’aide du tilde sur la voyelle ‹ ã, ẽ, ĩ, õ, ũ, ü̃ ›, et les voyelles laryngalisées à l’aide d’un macron souscrit sous la voyelle : ‹ a̱, e̱, i̱, o̱, u̱, ü̱ ›, celles-ci pouvant être à la fois nasales et laryngalisées : ‹ ã̱, ẽ̱, ĩ̱, õ̱, ũ̱, ü̱̃ ›.